# Peter Wittig

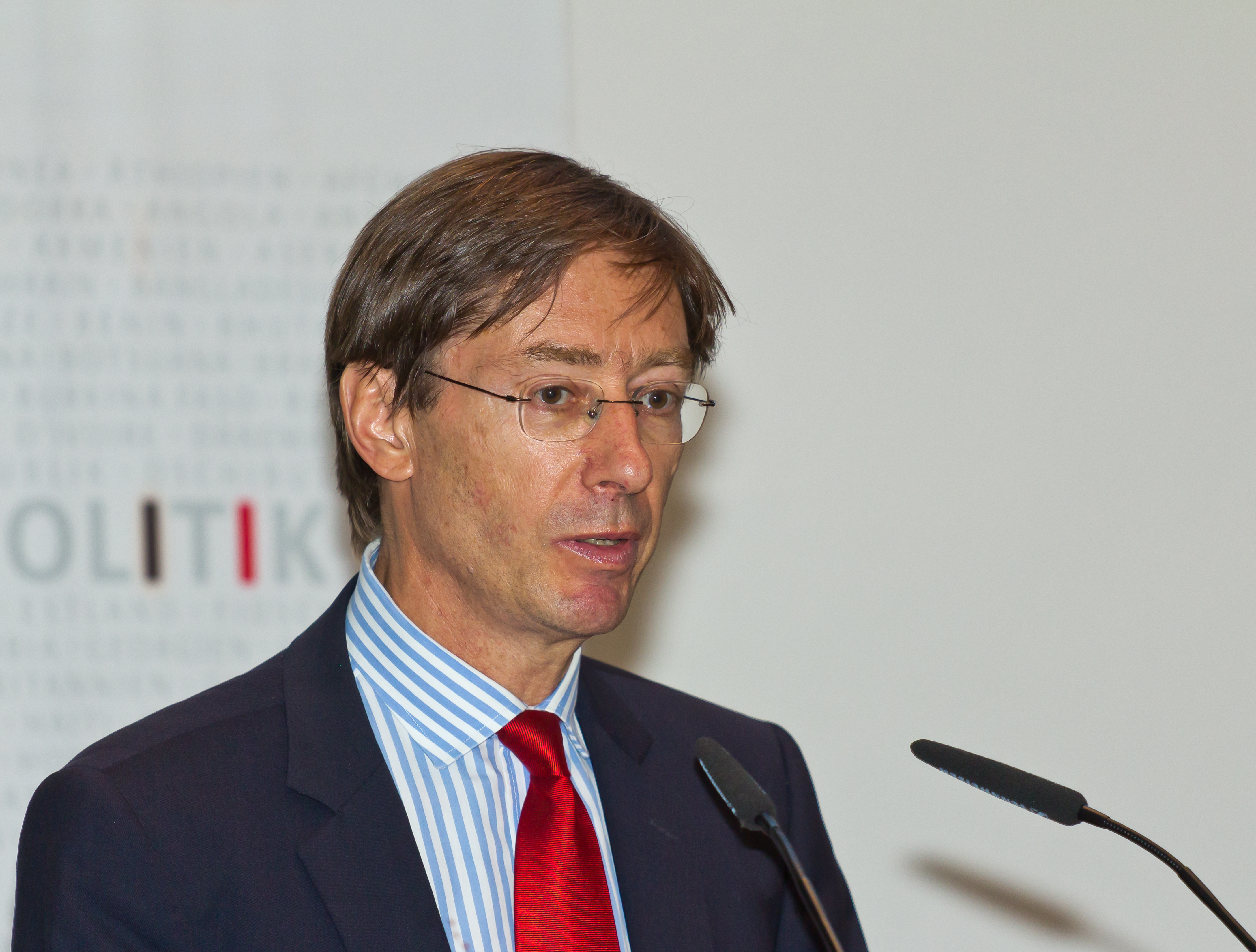
Peter Wittig (2013)

Peter Wittig (* 11. August 1954 in Bonn) ist ein deutscher Diplomat im Ruhestand. Er war zuletzt von Sommer 2018 bis April 2020  Botschafter in London. Nach seinem Abschied aus dem Diplomatischen Dienst wechselte er im Mai 2020 zum Automobilzulieferer Schaeffler.

## Leben
Nach dem Schulbesuch absolvierte er ein Studium der Geschichte, Politikwissenschaft und Rechtswissenschaften an der Rheinischen Friedrich-Wilhelms-Universität Bonn, der Albert-Ludwigs-Universität Freiburg, der University of Kent und der University of Oxford. Nach Beendigung des Studiums promovierte er 1982 mit einer Arbeit mit dem Titel Der englische Weg zum Sozialismus: Die Fabier und ihre Bedeutung für die Labour Party und die englische Politik. Wittig war zwischen 1979 und 1982 Wissenschaftlicher Assistent an der Albert-Ludwigs-Universität Freiburg und Autor von Fachartikeln zu den Themen Ideengeschichte und Außenpolitik. Peter Wittig ist verheiratet und hat vier Kinder.

## Laufbahn
1982 trat er in den Diplomatischen Dienst ein und fand nach Beendigung des Vorbereitungsdienstes Verwendungen an der Botschaft in Madrid sowie der Ständigen Vertretung bei den Vereinten Nationen in New York City. Im Anschluss wurde er persönlicher Referent des Bundesministers des Auswärtigen.
1997 wurde er zum Botschafter im Libanon und danach 1999 in Zypern ernannt. Während dieser Zeit war er auch Beauftragter der Bundesregierung für den Zypernkonflikt. 2002 wurde er zunächst Botschafter und Stellvertretender Leiter der Abteilung für die Vereinten Nationen und Globale Fragen. Im Anschluss wurde er 2006 Leiter der Abteilung GF (Globale Fragen, Vereinte Nationen, Menschenrechte und Humanitäre Hilfe) des Auswärtigen Amtes. Im Dezember 2009 wurde er zum Ständigen Vertreter bei den Vereinten Nationen in New York ernannt und war turnusmäßig mehrfach Vorsitzender des UN-Sicherheitsrates.
Im April 2014 wechselte Wittig als Deutscher Botschafter nach Washington. Hier wurde er in die Affäre um den verurteilten Mörder Jens Söring verwickelt, als er öffentlich dessen Unschuld konstatierte.
Von Mitte 2018 bis zu seinem Ausscheiden aus dem aktiven diplomatischen Dienst im April 2020 war er Deutscher Botschafter in London. Sein Nachfolger als Botschafter wurde Andreas Michaelis.
2018 wurden Wittig und seine Ehefrau, die Journalistin Huberta von Voss-Wittig, vom Leo-Baeck-Institut mit der Leo-Baeck-Medaille ausgezeichnet.
Nach seinem Abschied aus dem diplomatischen Dienst wechselte Wittig im Mai 2020 zu dem Automobilzulieferer Schaeffler, um dort einen neuen Konzernbereich für Global Affairs aufzubauen und zu leiten.